# Galícia Sempre
Galícia Sempre (Ga.S) és un partit polític local centreesquerra de Becerreá fundat per Manuel Martínez Núñez.